# Liste des sites et monuments classés de la wilaya de Tébessa
Cet article présente une liste des sites et monuments classés de la wilaya de Tébessa, en Algérie.

## Tébessa
| Id     | Identification du bien                         | Datation | Commune | Coordonnées                      | Catégorie du classement | Mesures et date de protection | Date de publication au Journal Officiel | Illustration    |                       |
| ------ | ---------------------------------------------- | -------- | ------- | -------------------------------- | ----------------------- | --- | --------------------------------------- | --------------- | --------------------- |
| 12-001 | Amphithéâtre de Tébessa                        | Antique  | Tébessa | 35° 24′ 04″ nord, 8° 07′ 26″ est | Classé                  | Classé parmi les monuments historiques par arrêté du 19/10/1982, après avis favorable de la commission nationale des monuments et sites historiques tenu le 26/12/1979.            | N° 48 du 30/11/1982                     | Image manquante | Télécharger une image |
| 12-002 | Arc de Caracalla                               | Antique  | Tébessa | 35° 24′ 10″ nord, 8° 07′ 08″ est | Classé                  | Classé parmi les monuments historiques par arrêté du 19/10/1982, après avis favorable de la commission nationale des monuments et sites historiques tenu le 26/12/1979.            | N° 48 du 30/11/1982                     |                 | Télécharger une image |
| 12-003 | Basilique de Tébessa                           | Antique  | Tébessa | 35° 24′ 33″ nord, 8° 07′ 37″ est | Classé                  | Classé parmi les monuments historiques par arrêté du 19/10/1982, après avis favorable de la commission nationale des monuments et sites historiques tenu le 26/12/1979.            | N° 48 du 30/11/1982                     |                 | Télécharger une image |
| 12-006 | Cimetière de l'école du Docteur Saâdane        | Moderne  | Tébessa | à géolocaliser                   | Classé                  | Inscrit sur l'inventaire général des biens culturels immobiliers par arrêté du 14/07/2007, après avis favorable de la commission nationale des biens culturels tenu le 12/10/2006. | N° 60 du 26/09/2007                     | Image manquante | Télécharger une image |
| 12-009 | Fouilles de la Zaouïa de Tébessa               | Antique  | Tébessa | à géolocaliser                   | Classé                  | Classé parmi les sites historiques par arrêté du 19/10/1982, après avis favorable de la commission nationale des monuments et sites historiques tenu le 26/12/1979.                | N° 48 du 30/11/1982                     | Image manquante | Télécharger une image |
| 12-016 | Rempart Byzantin                               | Antique  | Tébessa | 35° 24′ 09″ nord, 8° 07′ 08″ est | Classé                  | Classé parmi les monuments historiques par arrêté du 19/10/1982, après avis favorable de la commission nationale des monuments et sites historiques tenu le 26/12/1979.            | N° 48 du 30/11/1982                     |                 | Télécharger une image |
| 12-019 | Temple romain de Tébessa- Khalia               | Antique  | Tébessa | 35° 23′ 00″ nord, 8° 05′ 59″ est | Classé                  | Classé parmi les sites et monuments historiques en date du14/03/1906, Conformément à l'article 62 de l'ordonnance N° 67-281 du 20/12/1967                                          | N° 07 du 23/01/1968                     |                 | Télécharger une image |
| 12-020 | Territoires et monuments de l'antique Theveste | Antique  | Tébessa | 35° 25′ 04″ nord, 8° 08′ 02″ est | Classé                  | Classé parmi les sites et monuments historiques en (L.1900), confirmé par l'ordonnance n°67-281 du 20 décembre 1967                                                                | N° 07 du 23/01/1968                     |                 | Télécharger une image |
| 12-021 | Tour de Djebel Mestiri                         | Antique  | Tébessa | 35° 25′ 04″ nord, 7° 59′ 30″ est | Classé                  | Classé parmi les sites et monuments historiques en date du 05/08/1902, Conformément à l'article 62 de l'ordonnance N° 67-281 du 20/12/1967                                         | N° 07 du 23/01/1968                     | Image manquante | Télécharger une image |

## Autres communes
| Id     | Identification du bien      | Datation           | Commune            | Coordonnées                          | Catégorie du classement                     | Mesures et date de protection | Date de publication au Journal Officiel | Illustration    |                       |
| ------ | --------------------------- | ------------------ | ------------------ | ------------------------------------ | ------------------------------------------- | --- | --------------------------------------- | --------------- | --------------------- |
| 12-004 | Chabet ez Siboun            | Préhistorique      | Cheria             | à géolocaliser                       | Classé                                      | Classé parmi les sites et monuments historiques en date du 16/07/1952, Conformément à l'article 62 de l'ordonnance N° 67-281 du 20/12/1967                                         | N° 07 du 23/01/1968                     | Image manquante | Télécharger une image |
| 12-005 | Chabet Retba                | Préhistorique      | Cheria             | à géolocaliser                       | Classé                                      | Classé parmi les sites et monuments historiques en date du 16/07/1952, Conformément à l'article 62 de l'ordonnance N° 67-281 du 20/12/1967                                         | N° 07 du 23/01/1968                     | Image manquante | Télécharger une image |
| 12-007 | Damou Kermaia               | Préhistorique      | Cheria             | à géolocaliser                       | Classé                                      | Classé parmi les sites et monuments historiques en date du 16/07/1952, Conformément à l'article 62 de l'ordonnance N° 67-281 du 20/12/1967                                         | N° 07 du 23/01/1968                     | Image manquante | Télécharger une image |
| 12-008 | Fedje Relilai Mengart       | Préhistorique      | Cheria             | à géolocaliser                       | Classé                                      | Classé parmi les sites et monuments historiques en date du 30/05/1934, Conformément à l'article 62 de l'ordonnance N° 67-281 du 20/12/1967                                         | N° 07 du 23/01/1968                     | Image manquante | Télécharger une image |
| 12-010 | Foum-Relilai Menguebba      | Préhistorique      | Cheria             | à géolocaliser                       | Classé                                      | Classé parmi les sites et monuments historiques en date du 30/05/1934, Conformément à l'article 62 de l'ordonnance N° 67-281 du 20/12/1967                                         | N° 07 du 23/01/1968                     | Image manquante | Télécharger une image |
| 12-011 | Garet Retba                 | Préhistorique      | Cheria             | à géolocaliser                       | Classé                                      | Classé parmi les sites et monuments historiques en date du 16/07/1952, Conformément à l'article 62 de l'ordonnance N° 67-281 du 20/12/1967                                         | N° 07 du 23/01/1968                     | Image manquante | Télécharger une image |
| 12-012 | Huilerie de Brizgane        | Antique            | El Ma Labiodh      | à géolocaliser                       | Classé                                      | Inscrit sur l'inventaire général des biens culturels immobiliers par arrêté du 14/07/2007, après avis favorable de la commission nationale des biens culturels tenu le 12/10/2006. | N° 60 du 26/09/2007                     |                 | Télécharger une image |
| 12-013 | Merget Sem El Gharbi        | Préhistorique      | Cheria             | à géolocaliser                       | Classé                                      | Classé parmi les sites et monuments historiques en date du 30/05/1934, Conformément à l'article 62 de l'ordonnance N° 67-281 du 20/12/1967                                         | N° 07 du 23/01/1968                     | Image manquante | Télécharger une image |
| 12-014 | Oued Retem                  | Préhistorique      | Cheria             | 34° 53′ 48,2″ nord, 7° 47′ 14,9″ est | Classé                                      | Classé parmi les sites et monuments historiques en date du 30/05/1934, Conformément à l'article 62 de l'ordonnance N° 67-281 du 20/12/1967                                         | N° 07 du 23/01/1968                     | Image manquante | Télécharger une image |
| 12-015 | Relilai (Tlidjen)           | Préhistorique      | Cheria             | 35° 02′ 27,2″ nord, 7° 41′ 19,7″ est | Classé                                      | Classé parmi les sites et monuments historiques en date du 30/05/1934, Conformément à l'article 62 de l'ordonnance N° 67-281 du 20/12/1967                                         | N° 07 du 23/01/1968                     | Image manquante | Télécharger une image |
| 12-017 | Ruines antiques             | Antique            | Morsott            | à géolocaliser                       | Classé                                      | Classé parmi les sites et monuments historiques en date du 30/01/1928, Conformément à l'article 62 de l'ordonnance N° 67-281 du 20/12/1967                                         | N° 07 du 23/01/1968                     | Image manquante | Télécharger une image |
| 12-018 | Stations abris de Bir Sedet | Préhistorique      | Cheria             | à géolocaliser                       | Classé                                      | Classé parmi les sites et monuments historiques en date du 16/07/1952, Conformément à l'article 62 de l'ordonnance N° 67-281 du 20/12/1967                                         | N° 07 du 23/01/1968                     | Image manquante | Télécharger une image |
| 12-022 | Ksar Negrine                | Période stratifiée | Negrine            | à géolocaliser                       | Inscription sur l'inventaire supplémentaire | Inscrit sur inventaire supplémentaire par Pv de réunion de la commission de la wilaya N° 1 du 13/01/2019.                                                                          | Arrêté non pub au journal officiel      |                 | Télécharger une image |
| 12-023 | Gorges de Bou-Akkous        | Aucune datation    | Morsott            | à géolocaliser                       | Sites naturels                              | Classé parmi les sites et monuments naturels en date du 10/07/1950, Conformément à l'article 62 de l'ordonnance N° 67-281 du 20/12/1967                                            | N° 07 du 23/01/1968                     | Image manquante | Télécharger une image |
| 12-024 | Grotte de Bou-Akkous        | Aucune datation    | Morsott            | à géolocaliser                       | Sites naturels                              | Classé parmi les sites et monuments naturels en date du 10/07/1950, Conformément à l'article 62 de l'ordonnance N° 67-281 du 20/12/1967                                            | N° 07 du 23/01/1968                     | Image manquante | Télécharger une image |
| 12-025 | Village de Youkous          | Aucune datation    | Hammamet (Tébessa) | 35° 24′ 58″ nord, 7° 57′ 52″ est     | Sites naturels                              | Classé parmi les sites et monuments naturels en date du 10/07/1950, Conformément à l'article 62 de l'ordonnance N° 67-281 du 20/12/1967                                            | N° 07 du 23/01/1968                     | Image manquante | Télécharger une image |